# Hôtel de ville de Hilversum

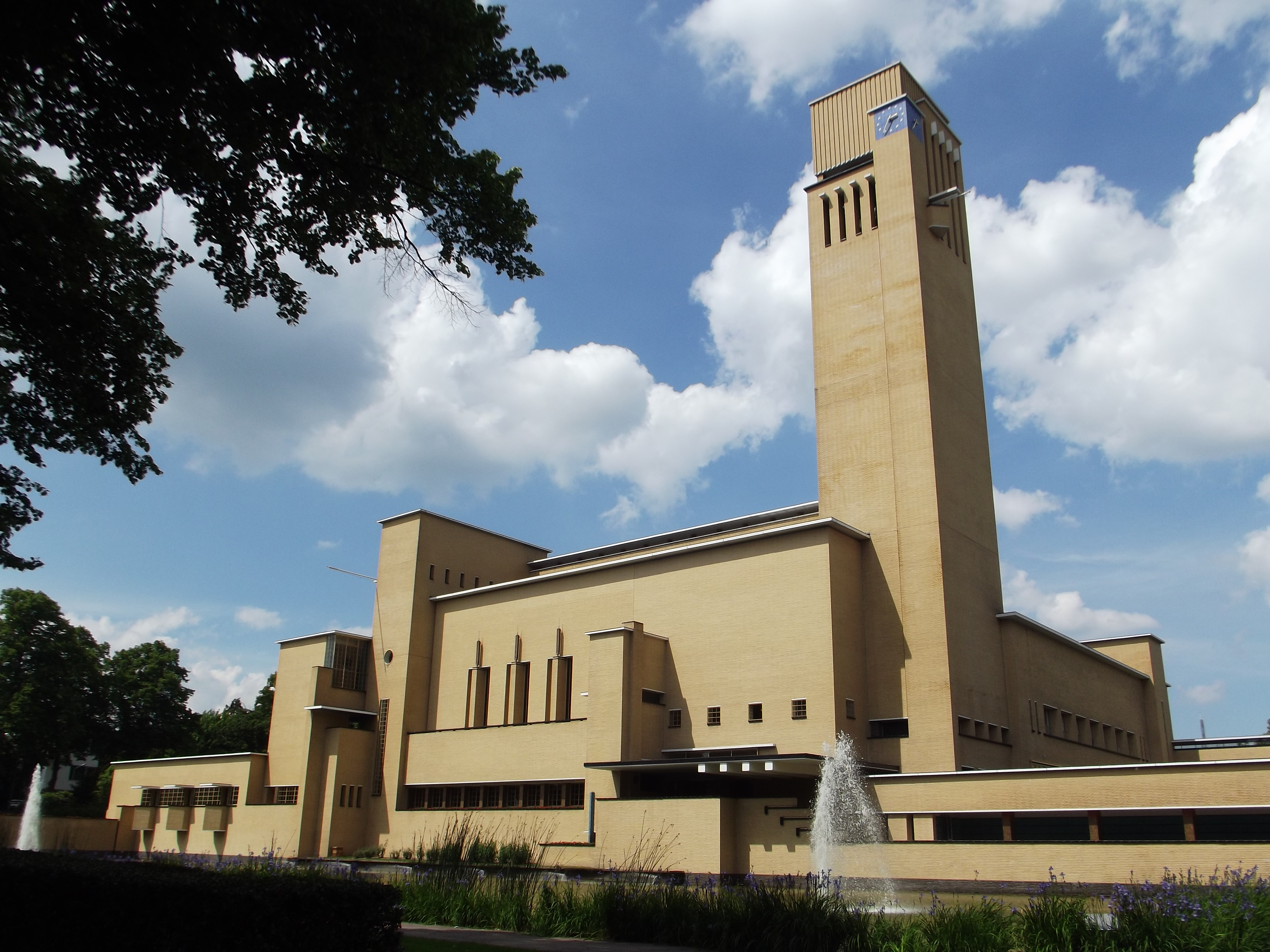
Hôtel de ville de Hilversum.

L'hôtel de ville de Hilversum (Raadhuis Hilversum) est le siège du conseil municipal de Hilversum aux Pays-Bas. Elle a été conçue par l'architecte Willem Marinus Dudok. D'inspiration cubiste, elle est emblématique de l'architecture moderne.
Dudok a présenté ses plans en 1924 et sa construction a été achevée en 1931.